# Pinus discolor
Pinus discolor D. K. Bailey & Hawksw. – gatunek drzewa iglastego z rodziny sosnowatych (Pinaceae). Występuje w południowej Arizonie i Nowym Meksyku oraz w Meksyku (Sonora, Chihuahua, Durango).
Status tego taksonu jest ciągle dyskutowany, ze względu na nieustaloną relację z Pinus johannis, gatunkiem odkrytym przez Elberta L. Little'a w 1968 r. Little sklasyfikował P. johannis jako odmianę Pinus cembroides (P. cembroides var. bicolor Little), jednak zaznaczył pewne różnice w budowie, wymagające dalszego sprawdzenia. Skłoniło to innych botaników do badań i prawie równocześnie opisano w randze gatunku P. johannis Marie-Françoise Robert-Passini i P. discolor (Dana K. Bailey, Frank G. Hawksworth i inni). Część botaników uważa, że dwukrotnie opisano ten sam gatunek, więc nie wyróżnia P. discolor łącząc go z P. johannis Robert-Passini, a część traktuje jako synonim P. johannis, inni zaś jako pełnoprawny gatunek. Podobieństwo, ale i różnice w stosunku do P. johannis sugerują, że P. discolor może być traktowana jako jej odmiana, jednak takie ujęcie nie zostało jeszcze opublikowane.

## Morfologia
PokrójNiewielkie drzewo.
PieńOsiąga wysokość 9–15 m.
LiścieIgły zebrane po (2)3(4) na krótkopędach, giętkie, o długości 3–5 cm, szerokości 0,9–1,2 mm.
SzyszkiSzyszki nasienne do 3,5 cm długości, podłużne, żywiczne, orzechowo-brązowe. Łuski nasienne gładkie, pomarańczowawe, lekko błyszczące. Nasiona o długości do 12 mm.
Gatunki podobnePinus johannis, Pinus cembroides.

## Biologia i ekologia
Drzewo wiatropylne. Jedna wiązka przewodząca w liściu.
Występuje w górach, na terenie Meksyku na wysokości 1500–2400 m n.p.m..
Jest gospodarzem rośliny pasożytniczej Arceuthobium pendens (pasożyt pędowy), występującej na terenie San Luis Potosí. Towarzyszące jej okazy Pinus cembroides nie są zainfekowane.

## Systematyka
Synonimy: P. cembroides subsp. cembroides var. bicolor Little 1968, P. culminicola var. discolor (Bailey and Hawksworth) Silba 1985.
Pozycja gatunku w obrębie rodzaju Pinus:
- podrodzaj Strobus
  - sekcja Parrya
    - podsekcja Cembroides
      - gatunek P. discolor